# .ee
.ee (Estoniano: Eesti Vabariik) é o código TLD (ccTLD) na Internet para a Estônia.